# آگراف

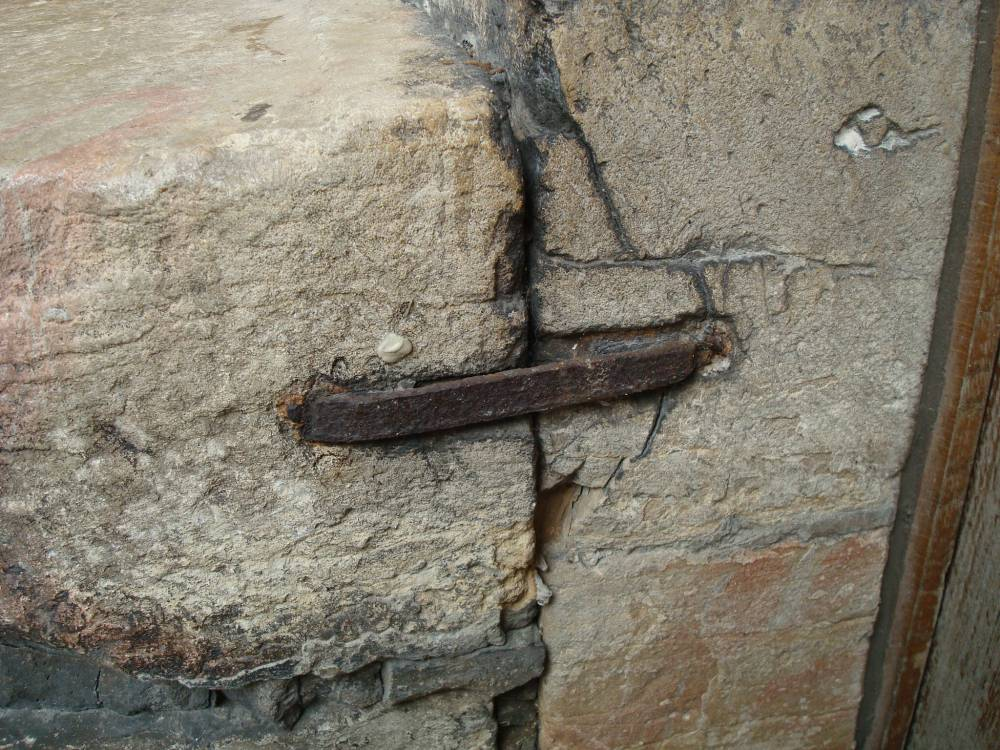
قلاب، گیره نگهدارنده فلزی

آگراف (به فرانسوی: Agrafe) اصطلاح فرانسوی به معنی گیرهٔ نگهدارندهٔ فلزی (قلاب، کلیپس، منگنه) است. در ساختمان سازی برای اتصال دو لایه مصالح به کار گرفته می‌شود، همچنین برای اتصال جداره‌های دیوار دوجداره کاربرد دارد.